# Жіноча юніорська збірна Мексики з хокею із шайбою
Жіноча юніорська збірна Мексики з хокею із шайбою — національна жіноча юніорська команда Мексики з хокею із шайбою, що представляє країну на міжнародних змаганнях. Управління збірною здійснюється Федерацією хокею Мексики.

## Історія
2017 дебютувала в кваліфікаційному турнірі чемпіонату світу серед юніорок у Сан-Себастьяні (Іспанія). Провела три гри в яких один матч виграла, а в двох інших поступилась.

## Статистика
| Рік  | І | В | П  | Н | ШЗ | ШП | О  | Місце                               |
| ---- | - | - | -- | - | -- | -- | -- | ----------------------------------- |
| 2017 | 3 | 1 | 2  | 0 | 10 | 9  | 3  | 3 місце (Дивізіон ІВ, кваліфікація) |
| 2018 | 4 | 3 | 1  | 0 | 11 | 9  | 9  | 2 місце (Дивізіон ІВ, кваліфікація) |
| 2019 | 4 | 0 | 4  | 0 | 2  | 13 | 0  | 7 місце (Дивізіон ІВ, кваліфікація) |
| 2020 | 5 | 2 | 3  | 0 | 12 | 13 | 6  | 3 місце (Дивізіон II В)             |
| 2022 | 5 | 3 | 2  | 0 | 14 | 11 | 10 | 7 місце (Дивізіон ІІ)               |
| 2023 | 5 | 0 | 5* | 0 | 6  | 20 | 1  | 6 місце (Дивізіон ІІА)              |
| 2024 | 5 | 2 | 3  | 0 | 21 | 10 | 6  | 4 місце (Дивізіон ІІВ)              |
| 2025 | 4 | 1 | 3  | 0 | 8  | 9  | 4  | 4 місце (Дивізіон ІІВ)              |